# Gruppo del Laocoonte
Il gruppo scultoreo di Laocoonte e i suoi figli, noto anche semplicemente come Gruppo del Laocoonte, è una copia romana in marmo di una scultura ellenistica della scuola rodia, (h 242 cm) conservata, nel Museo Pio-Clementino dei Musei Vaticani, nella Città del Vaticano. Raffigura il famoso episodio narrato nell'Eneide che mostra il sacerdote troiano Laocoonte e i suoi figli assaliti da serpenti marini.

## Storia

### Storia antica e datazione
Plinio raccontava Laocoonte nella casa dell'imperatore Tito, attribuendola a tre scultori provenienti da Rodi: Agesandro, Atenodoro e Polidoro. Scrive Plinio:
(Plinio il Vecchio, Naturalis Historia, XXXVI, 37)
La tradizionale identificazione della statua dei Musei Vaticani con quella descritta da Plinio è ancora generalmente accettata, visto anche che la residenza privata di Tito si doveva trovare proprio sul colle Oppio, dove la statua venne poi ritrovata. Accettata è anche l'attribuzione ai tre artisti della scuola rodia, autori anche del gruppo statuario con l'episodio di Ulisse e Polifemo, della grotta presso la villa di Tiberio a Sperlonga.
Varie date sono state proposte per questa statua, oscillanti tra metà del II secolo a.C. alla metà del I secolo d.C.; Bernard Andreae, in alcuni studi, ha ipotizzato che il Laocoonte sia una copia di un originale bronzeo ellenistico, come dimostrerebbero alcuni dati tecnici e stilistici. Sulla parte posteriore della statua si trova infatti del marmo lunense, non utilizzato prima della metà del I secolo a.C., inoltre alcuni dettagli rimandano inequivocabilmente alla fusione a cera persa: ad esempio il mantello che ricade sulla spalla del giovane a destra fino a toccargli il ginocchio deriva quasi certamente da un espediente tecnico necessario a costituire un passaggio per il metallo fuso. Si è ipotizzato che l'originale fosse stato creato a Pergamo, come suggeriscono alcuni confronti stilistici con opere della scuola locale: i pacifici rapporti tra la città dell'Asia minore e Roma erano infatti rafforzati dai miti legati a Troia, dai quali discendevano le leggende di fondazione di entrambe le città.
Plinio comunque attesta la presenza a Roma della statua marmorea a metà del I secolo d.C. attribuendola a scultori attivi un secolo prima. Infatti alcune iscrizioni trovate a Lindo, sull'isola di Rodi fanno risalire la presenza a Roma di Agesandro e Atenodoro a un periodo successivo al 42 a.C., e in questo modo la data più probabile per la creazione del Laocoonte deve essere compresa tra il 40 e il 20 a.C., per una ricca casa patrizia, o più probabilmente per una committenza imperiale (Augusto, Mecenate), anche se il Laocoonte sembra lontano dallo stile neoattico in auge nel periodo. Visto il luogo di ritrovamento è anche possibile che la statua sia appartenuta, per un periodo, a Nerone.

### Il ritrovamento

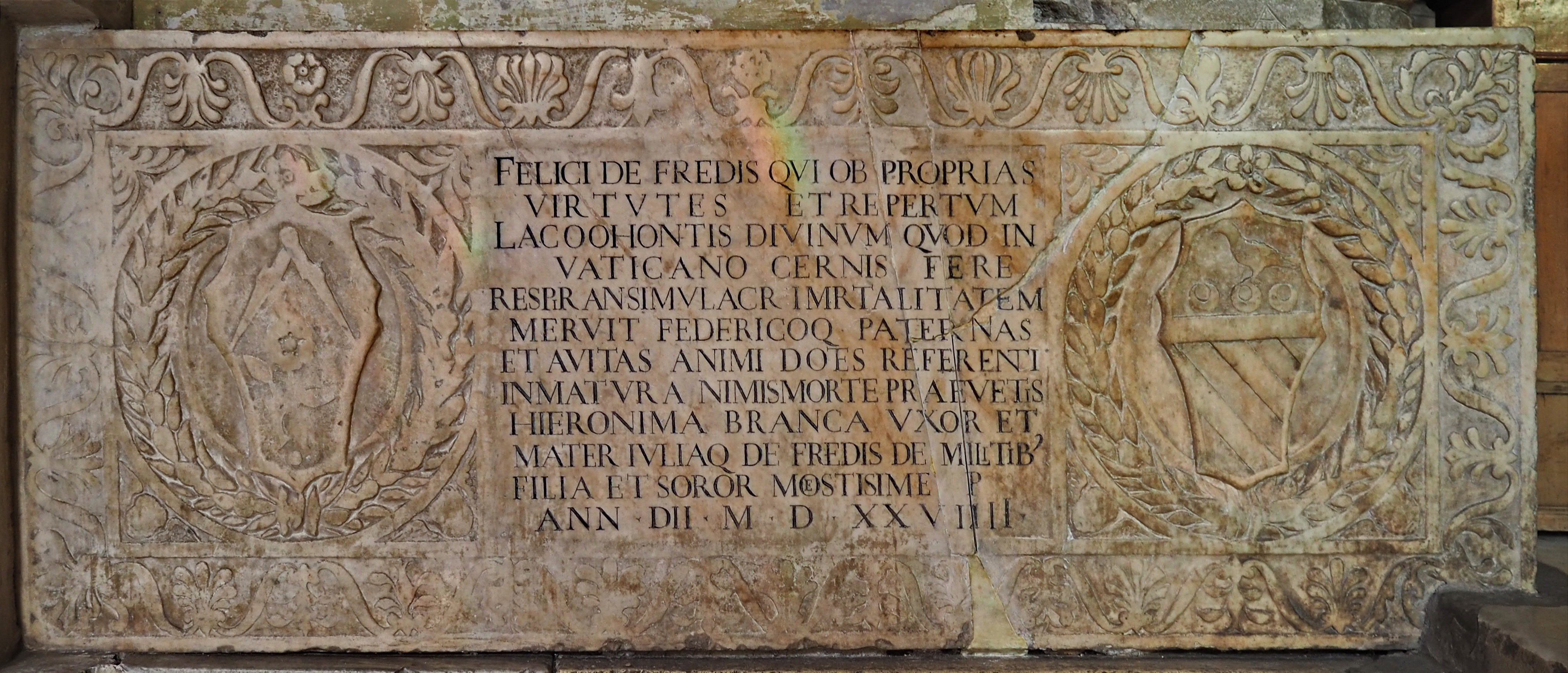
S. Maria in Aracoeli, lastra tombale di Felice De Fredis "qui ob proprias virtutes et repertum Lacoohontis (…) simulacrum immortalitatem meruit"

La statua fu trovata il 14 gennaio del 1506 scavando in una vigna sul colle Oppio di proprietà di Felice de Fredis (antenato di Pierre De Coubertin), nelle vicinanze della Domus Aurea di Nerone: l'epitaffio sulla tomba di Felice de Fredis in Santa Maria in Aracoeli ricorda l'avvenimento. Allo scavo, di grandezza stupefacente secondo le cronache dell'epoca, assistettero di persona, tra gli altri, lo scultore e pittore Michelangelo e l'architetto Giuliano da Sangallo. Questi era stato inviato dal papa a valutare il ritrovamento, secondo la testimonianza di Francesco, giovane figlio di Giuliano (che, ormai anziano, ricorda l'episodio in una lettera del 1567). Secondo questa testimonianza fu proprio Giuliano da Sangallo a identificare i frammenti ancora parzialmente sepolti con la scultura citata da Plinio esclamando "Questo è Hilaoconte, che fa mentione Plinio". Esistono comunque testimonianze coeve che danno la stessa identificazione della scultura appena rinvenuta.

### La collocazione al Belvedere
La statua fu acquistata subito dopo la scoperta dal papa Giulio II, che era un appassionato classicista, e fu sistemata, in posizione di rilievo, nel cortile ottagonale ("Cortile delle Statue") progettato da Bramante all'interno del complesso del Giardino del Belvedere proprio per accogliere la collezione papale di scultura antica. 
Tale allestimento è considerato l'atto fondativo dei Musei Vaticani. Da allora il Laocoonte, assieme all'Apollo del Belvedere, costituì il pezzo più importante della collezione, e fu oggetto dell'incessante successione di visite, anche notturne, da parte di curiosi, artisti e viaggiatori.

### Restauri e integrazioni
Quando il gruppo scultoreo fu scoperto, benché in buono stato di conservazione, presentava il padre e il figlio minore entrambi privi del braccio destro. Dopo un primo ripristino, forse eseguito da Baccio Bandinelli (che ne eseguì una delle prime copie, intorno al 1520, oggi agli Uffizi, per Giulio de' Medici), del braccio del figlio minore e di alcune dita del figlio maggiore, artisti ed esperti discussero su come dovesse essere stata la parte mancante nella raffigurazione del sacerdote troiano. Nonostante alcuni indizi mostrassero che il braccio destro fosse, all'origine, piegato dietro la spalla di Laocoonte, prevalse l'opinione che ipotizzava il braccio esteso in fuori, in un gesto eroico e di forte dinamicità. L'integrazione fu eseguita in terracotta da Giovanni Angelo Montorsoli  e il restauro ebbe un successo duraturo tanto che il Winckelmann, pur consapevole della diversa posizione originaria, si dichiarò favorevole al mantenimento del braccio teso.
Intanto, tra il 1725 e il 1727, Agostino Cornacchini eseguì un restauro del gruppo scultoreo che versava in condizioni di degrado. Vennero sostituiti il braccio di terracotta del Laocoonte e quello in marmo del figlio, evidentemente rovinati, con altri dall'identica posa.
La statua fu confiscata e portata a Parigi da Napoleone il 27 e 28 luglio 1798 con il Trattato di Tolentino come oggetto delle spoliazioni napoleoniche. Fu sistemata nel posto d'onore nel Museo del Louvre dove divenne una delle fonti d'ispirazione del neoclassicismo in Francia. Con la Restaurazione, fu riportata in Vaticano nel 1815, sotto la cura di Antonio Canova e nuovamente restaurata.
Nel 1906 l’archeologo praghese Ludwig Pollak rinvenne fortuitamente il braccio destro originario di Laocoonte nella bottega di uno scalpellino romano, che si presentava piegato, come Michelangelo aveva immaginato: l’arto, acquistato dall'archeologo stesso, fu donato poco dopo al Vaticano e ricollocato alla spalla solo nel 1959, da Filippo Magi, che rimosse tutte le integrazioni non originali, secondo i princìpi del restauro moderno.

### Influenza culturale
La scoperta del Laocoonte ebbe enorme risonanza tra gli artisti e gli scultori e influenzò significativamente l'arte rinascimentale italiana e nel secolo successivo la scultura barocca. Straordinaria fu infatti l'attenzione suscitata dalla statua, e se ne trova traccia nelle numerose lettere degli ambasciatori che la descrivono, nei disegni e nelle incisioni che subito dopo incominciarono a circolare per l'Europa. Il forte dinamismo e la plasticità eroica e tormentata del Laocoonte ispirò numerosi artisti, da Michelangelo a Tiziano, da El Greco ad Andrea del Sarto.
Michelangelo ad esempio fu particolarmente impressionato dalla rilevante massa della statua e dal suo aspetto sensuale, in particolare nella rappresentazione delle figure maschili. Molti dei lavori di Michelangelo successivi alla scoperta, come lo Schiavo ribelle e lo Schiavo morente, furono influenzati dal Laocoonte. Molti scultori si esercitarono sul gruppo scultoreo facendone calchi e copie anche a grandezza naturale. Inoltre, Raffaello Sanzio ne prenderà spunto per disegnare la torsione visibile nella Pala Baglioni.
Il re di Francia insistette molto per avere la statua dal papa o almeno una sua copia. A tal fine, lo scultore fiorentino Baccio Bandinelli ricevette l'incarico dal cardinale Giulio de' Medici, futuro papa Clemente VII, di farne una copia, oggi conservata agli Uffizi. Il re di Francia, però, dovette accontentarsi di inviare, intorno al 1540, lo scultore Francesco Primaticcio a Roma per realizzare un calco al fine di ricavarne una copia in bronzo destinata a Fontainebleau. Un'altra copia si trova nel Gran Palazzo dei Cavalieri di Rodi a Rodi. Una copia in gesso, appartenuta al Mengs, si trova nell'Accademia di belle arti di Roma.
Il fascino della scultura coinvolse per secoli artisti e intellettuali come Gian Lorenzo Bernini, Orfeo Boselli, Winckelmann e Goethe, diventando il fulcro della riflessione settecentesca sulla scultura. La tragica mobilità di questa statua è uno dei temi del saggio Laokoön, di Lessing, uno dei primi classici di critica dell'arte.

## Descrizione e stile
Il gruppo statuario raffigura la morte di Laocoonte e dei suoi due figli Antifate e Timbreo mentre sono stritolati da due serpenti marini, come narrato nel ciclo epico della guerra di Troia, ripreso successivamente nell'Eneide da Virgilio, in cui è descritto l'episodio della vendetta di Atena, che desiderava la vittoria degli Achèi, sul sacerdote troiano di Apollo, che cercò di opporsi all'ingresso del cavallo di Troia nella città. 
La sua posa è instabile perché nel tentativo di liberarsi dalla morsa dei serpenti, Laocoonte richiama tutta la sua forza, manifestando con la più alta intensità drammatica la sua sofferenza fisica e spirituale. I suoi arti e il suo corpo assumono una posa pluridirezionale e in torsione, che si slancia nello spazio. L'espressione dolorosa del suo viso unita al contesto dà una resa psicologica caricata, quasi teatrale, come tipico delle opere del "barocco ellenistico". La resa del nudo mostra una consumata abilità, con l'enfatica torsione del busto che sottolinea lo sforzo e la tensione del protagonista. Il volto è tormentato da un'espressione pateticamente corrucciata. Il ritmo concitato si trasmette poi alle figure dei figli. I lineamenti stravolti del viso di Laocoonte, la sua corporatura massiccia si contrappongono alla fragilità e alla debolezza dei fanciulli che implorano, impotenti, l'aiuto paterno: la scena suscita commozione ed empatia nell'animo di chi guarda.
La statua è composta da più parti distinte, mentre Plinio, in effetti, descrisse una scultura ricavata da un unico blocco marmoreo (ex uno lapide). Tale circostanza ha creato sempre molti dubbi di identificazione e attribuzione.

## Galleria d'immagini

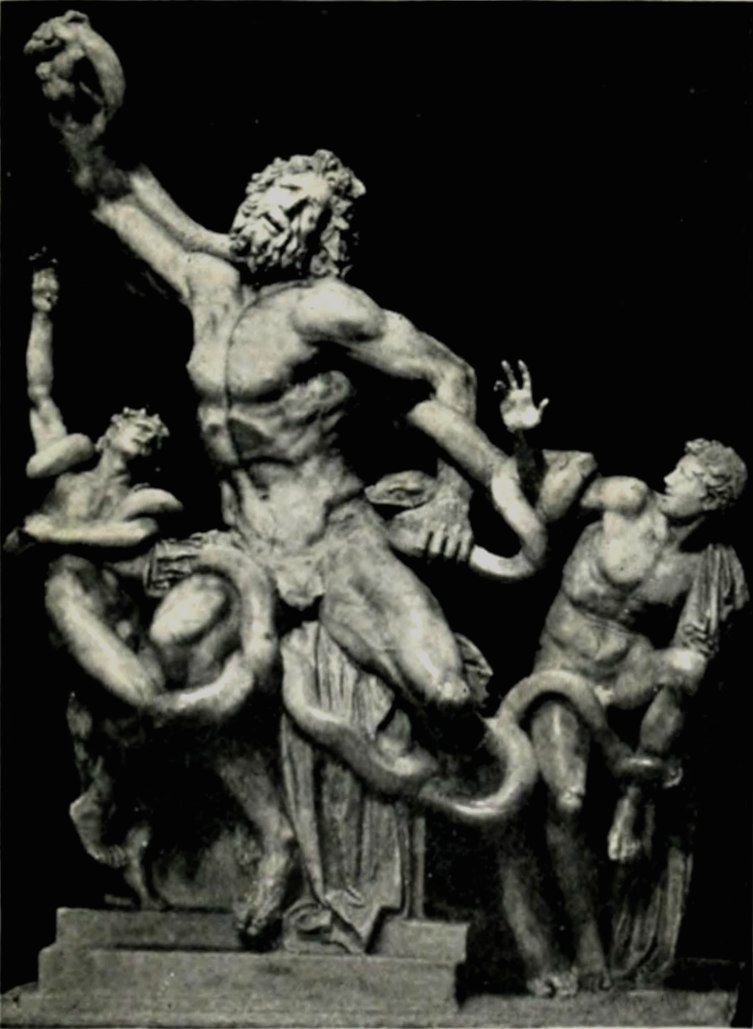
Il gruppo scultoreo in una fotografia di Anderson pubblicata nel vol. 12 dell'Encyclopædia Britannica, 1911. Testimonianza del braccio Cornacchini.
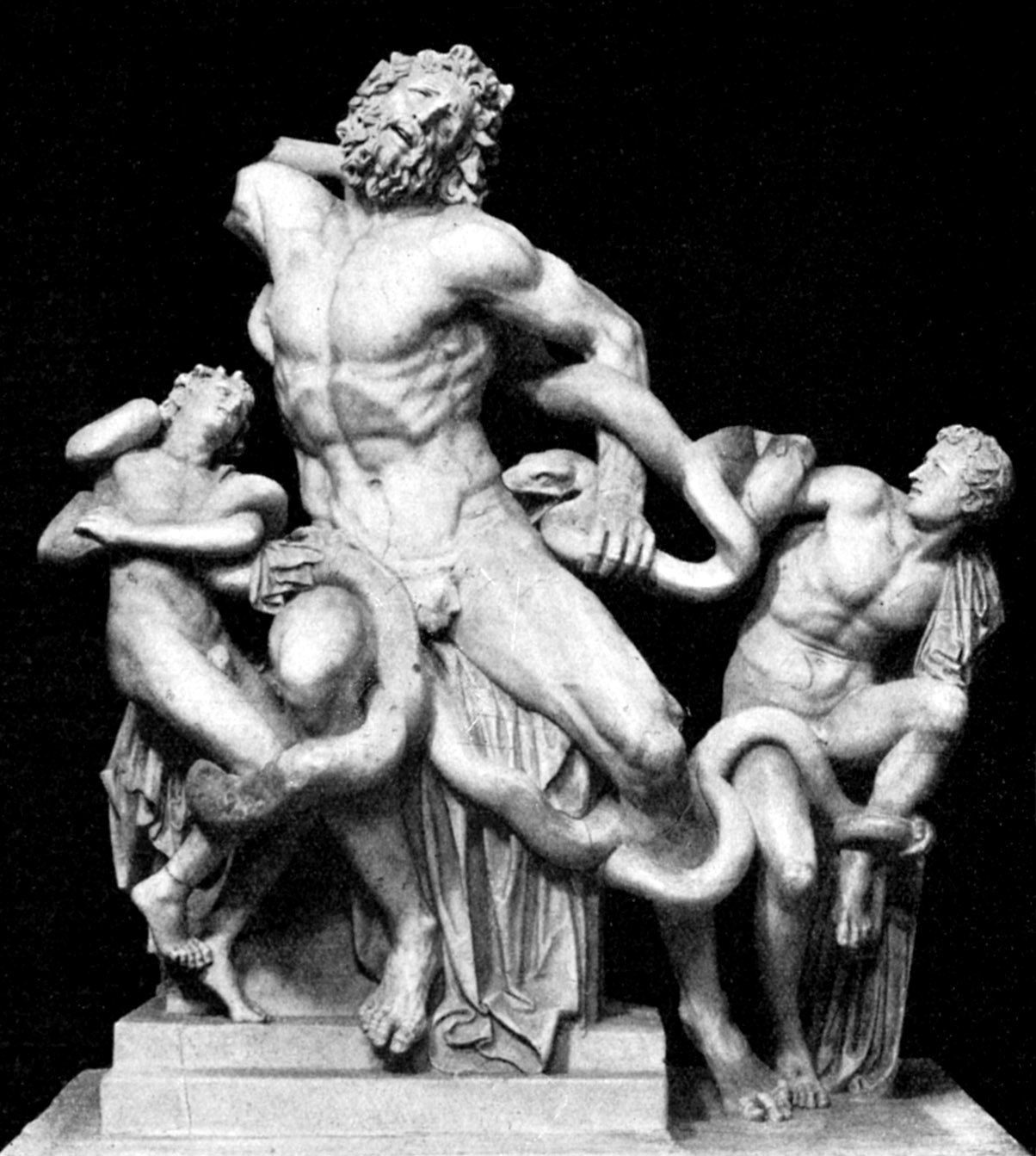
Il gruppo scultoreo in un'immagine del volume Grundriss der Kunstgeschichte, di Wilhelm Lübke e Max Semrau, 1903. Sono visibili le parti mancanti.
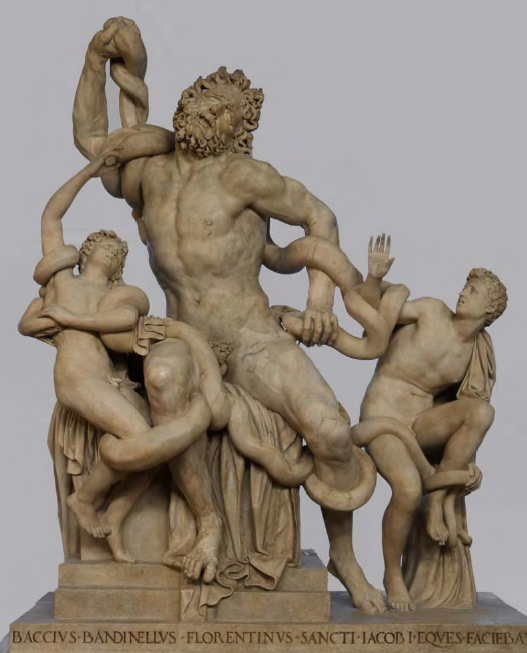
Gruppo del Laocoonte del Bandinelli, 1520, conservato alla Galleria degli Uffizi.
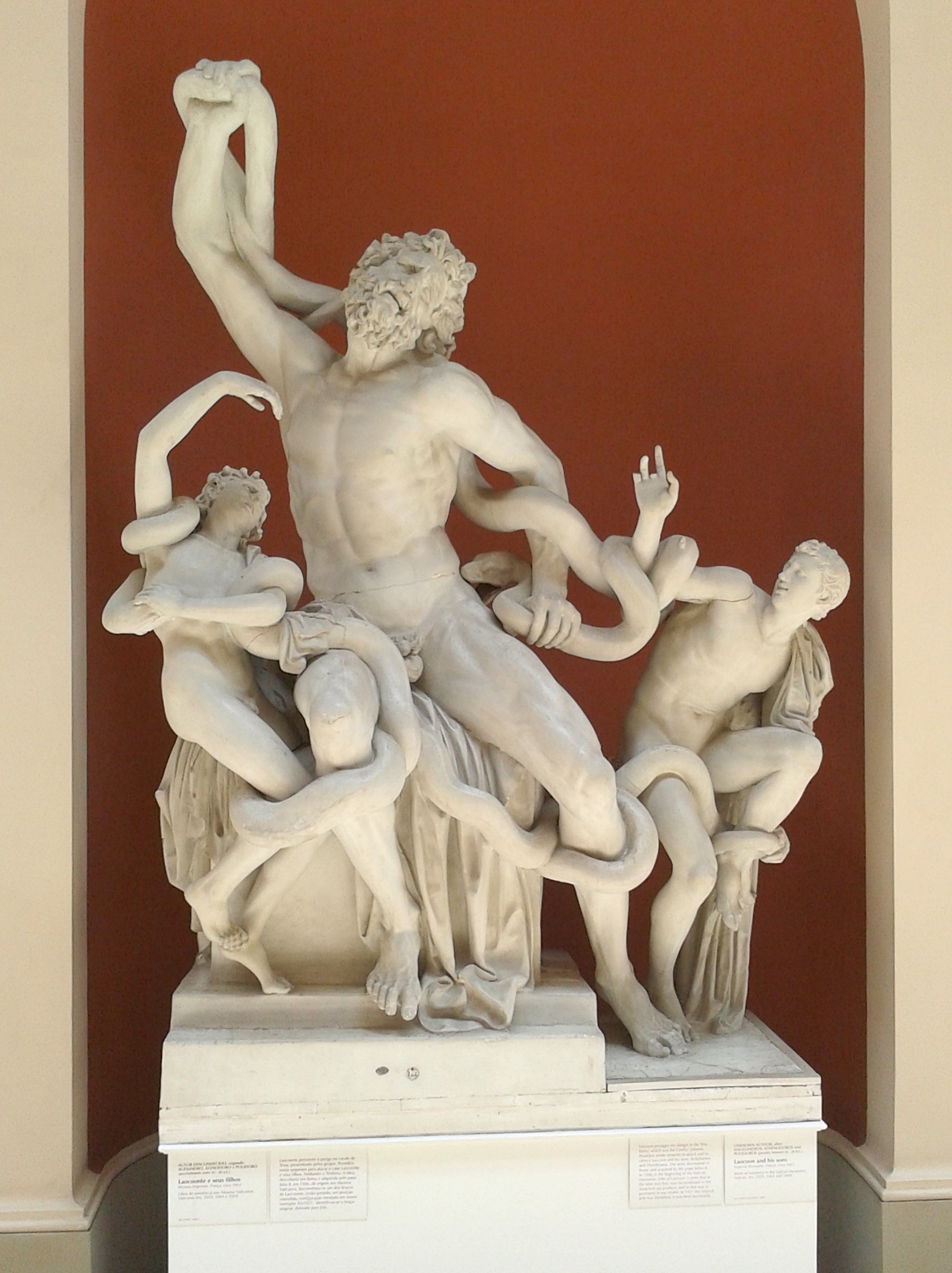
Gruppo del Laocoonte conservato al Museo nazionale delle belle arti (Brasile), 1862 circa. Versione con il braccio Montorsoli.
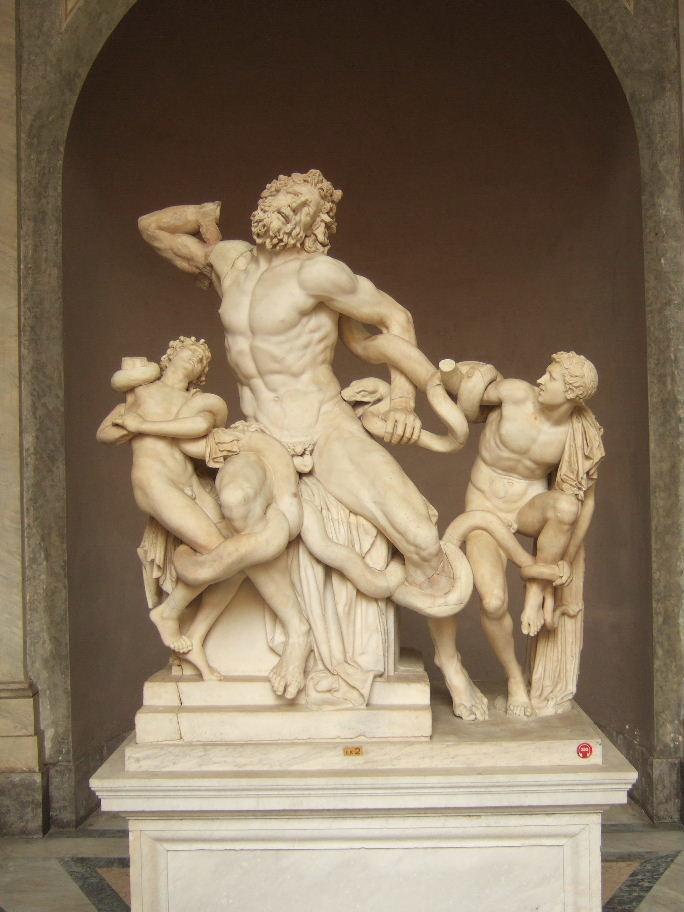
Il gruppo scultoreo oggi, dopo l'integrazione novecentesca del cosiddetto braccio Pollak. Musei Vaticani, Roma.
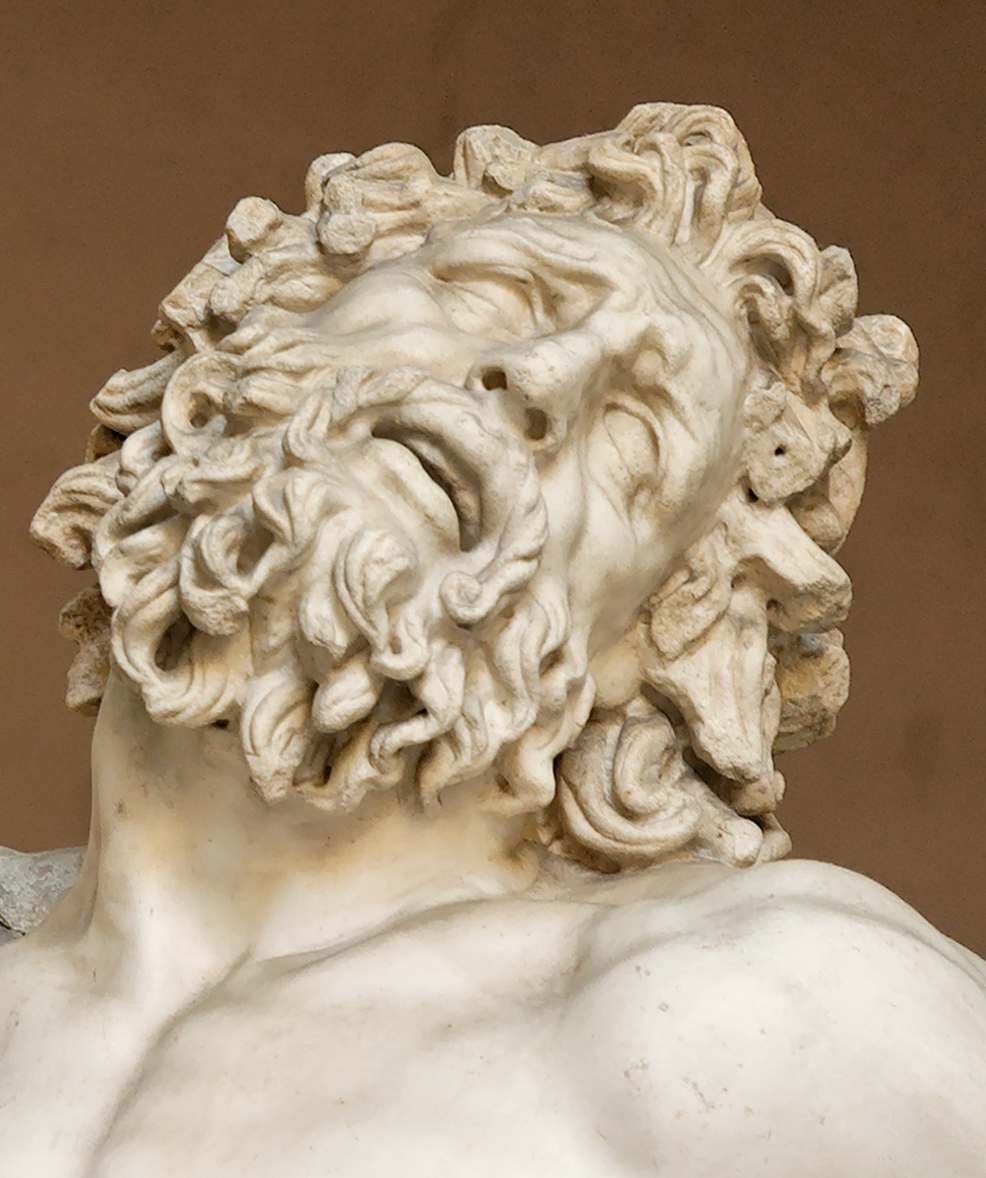
Il volto del Laocoonte.
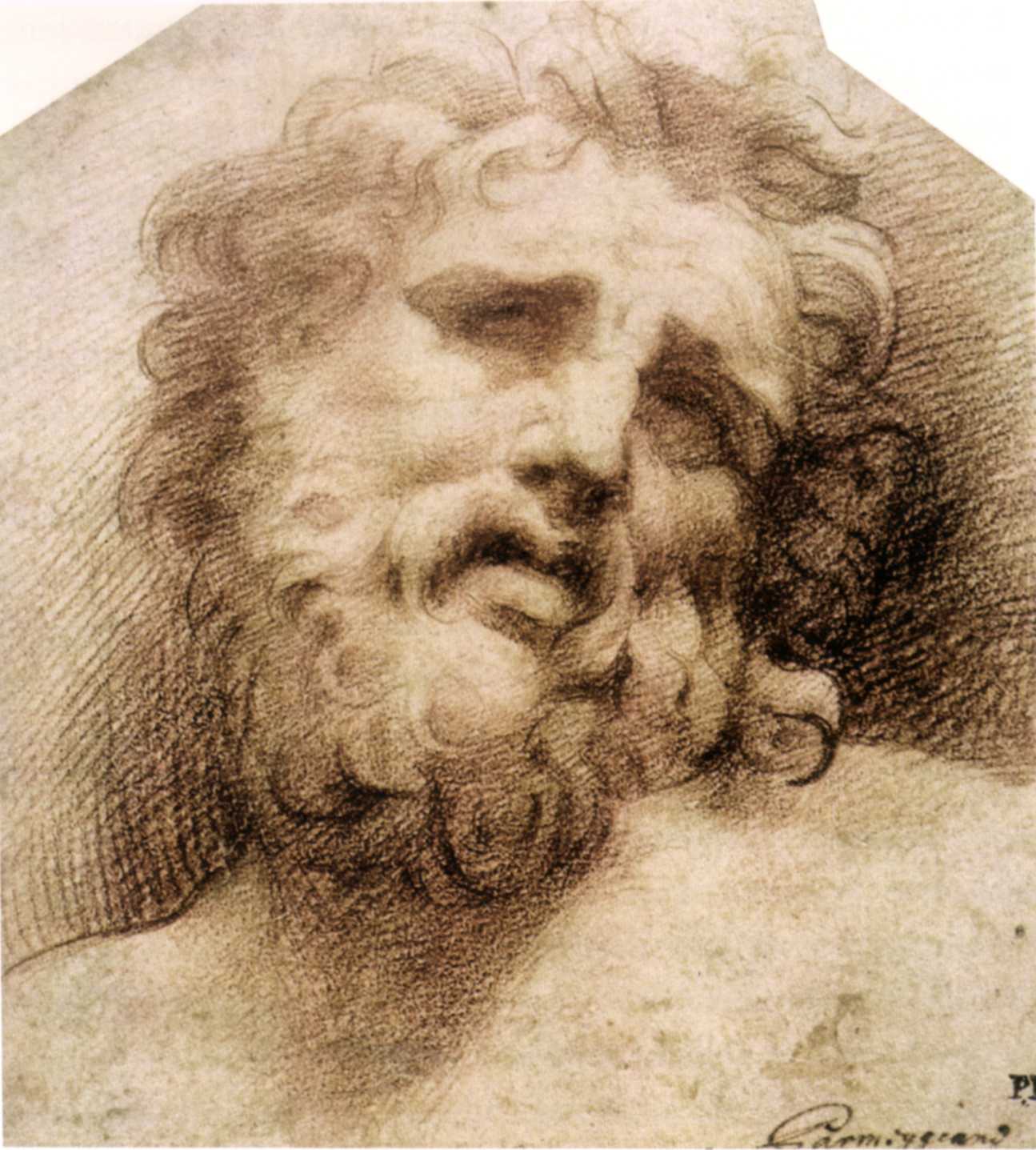
Parmigianino, Testa del Laocoonte, Chatsworth.
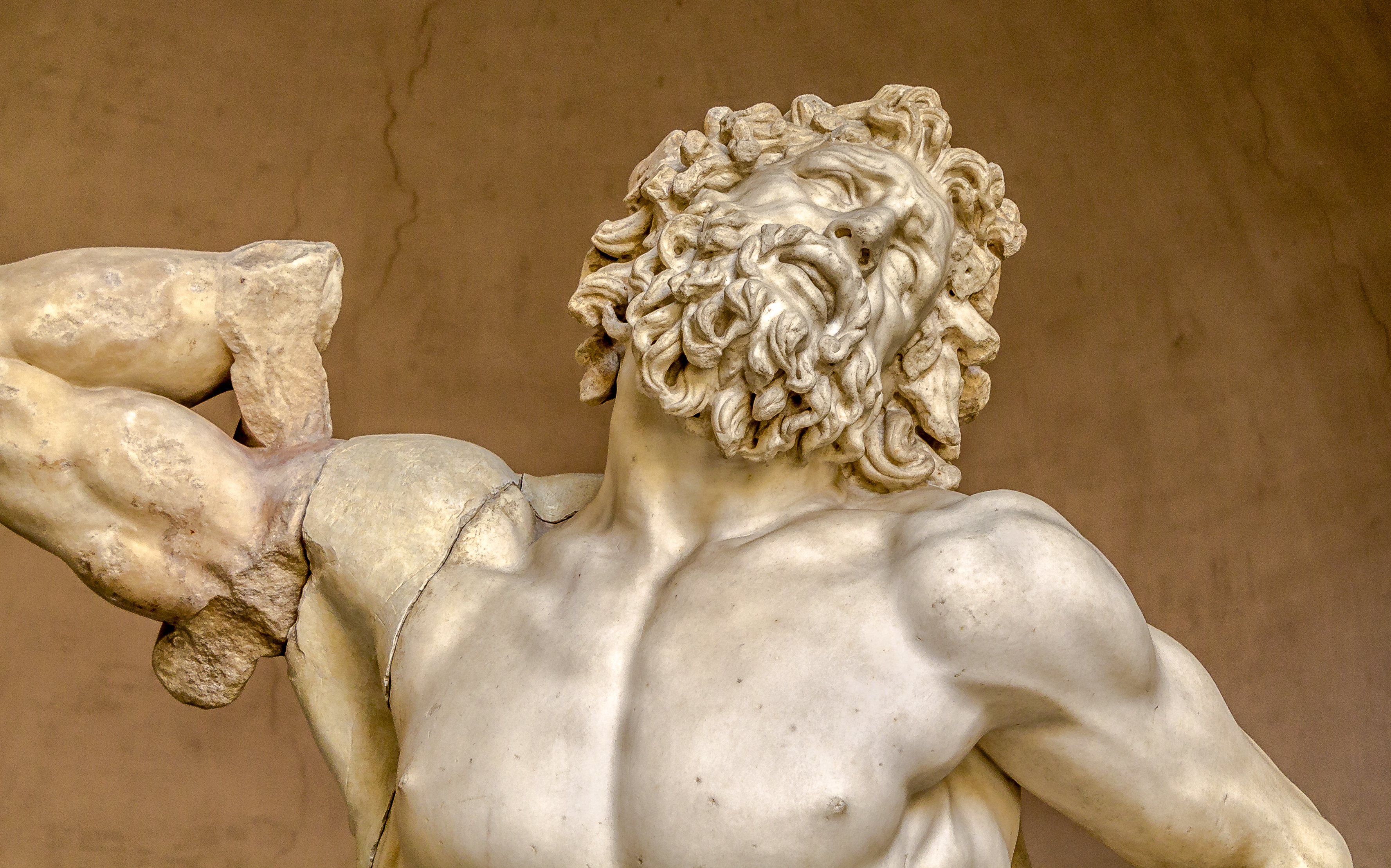
Laocoonte - Musei Vaticani, Roma.